# Orestie
De Orestie (Oudgrieks: Ὀρέστεια, Oresteia, 'verhaal van Orestes') is een trilogie van de Griekse tragediedichter Aischylos. Het verhaalt de evolutie die de held Orestes, zoon van Agamemnon, doormaakt. De Oresteia werd oorspronkelijk samen opgevoerd met een opvoering van het saterspel Proteus, dat niet is overgeleverd. De eerste opvoering was op de Dionysia-feesten van 458 v.Chr. in Athene, waar het de eerste prijs veroverde.
De Oresteia omvat drie tragedies:
- Agamemnon
- Offerplengsters
- Eumeniden

Waarschijnlijk sloeg de term Oresteia oorspronkelijk ook op de komedie Proteus, het vierde deel.
Perzen (472 v. Chr) · Zeven tegen Thebe (467 v. Chr) · Smekelingen (±463 v. Chr) · Oresteia: Agamemnon, Offerplengsters, Goede Geesten (trilogie, 458 v. Chr) · Prometheus Geboeid